# 林乐丰
林乐丰（1955年10月16日—）是中国已退役的足球运动员，退役后长期在多个俱乐部工作，担任过主教练、教练、领队、总经理等多个职务。

## 生平
球员时期的林乐丰是中国国家队后防线主力，担任过国家队队长，代表球队参加了亚洲杯和世界杯预选赛等，1985年“五·一九”惨败后退出国家队，不久后退役。退役后的林乐丰曾在意大利留学，1998年才重回中国足球界，出任甲B球队重庆红岩的主教练，但是在1999年联赛最后阶段由于战绩不佳被解任，球队在赛季末也最终降级、合并、解散。
2000年初，林乐丰在浙江绿城担任了几个月的领队兼教练。不久后，刚刚全面从万达集团手中接过球队的大连实德邀请林乐丰出任副总经理，接替原俱乐部的总经理石雪清。此后林乐丰连续在大连实德工作了七年时间，除职务从副总经理升任总经理外，还两次在球队主教练空缺期间代理主教练职务指挥比赛。
2007年，林乐丰离开大连，再次来到浙江绿城，出任副总经理，此后升任总经理。2009年赛季中期，林乐丰与主教练周穗安一起被解职，离开了球队。
2010年6月，辽宁足球俱乐部正式对外宣布，林乐丰担任辽足俱乐部的副总经理。2011年中超联赛结束之后，林乐丰跟辽足此前签订的工作合同到期，双方经过协商决定不再继续合作，林乐丰就此离开球队。时隔仅三日，林乐丰就重返大连实德担任副总经理。